# Tectasquilla lutzae
Tectasquilla lutzae is een bidsprinkhaankreeftensoort uit de familie van de Tetrasquillidae. De wetenschappelijke naam van de soort is voor het eerst geldig gepubliceerd in 1984 door Adkinson & Hopkins.